# Metaboran sodu
Metaboran sodu, NaBO
2 – nieorganiczny związek chemiczny, sól sodowa kwasu metaborowego, stosowany powszechnie w chemicznej analizie jakościowej.
Metaboran sodowy otrzymuje się przez stopienie i prażenie na druciku platynowym w płomieniu palnika boraksu (tetraboranu sodu, Na
2B
4O
7·10H
2O). Wprowadzenie do takiej perły małej ilości badanej substancji powoduje zmianę jej barwy zależnej od obecnego w niej kationu i od tego czy prażenie dokonuje się w płomieniu utleniającym czy redukującym.
| Kation | Zabarwienie pereł                          | Zabarwienie pereł                         |
|        | płomień utleniający                        | płomień redukujący                        |
| Miedź  | zielona (na gorąco) niebieska (na zimno)   | bezbarwna (na gorąco) czerwona (na zimno) |
| Mangan | fioletowa                                  | bezbarwna                                 |
| Kobalt | niebieska                                  | niebieska                                 |
| Chrom  | ciemnożółta (na gorąco) zielona (na zimno) | zielona                                   |
| Żelazo | żółta lub bezbarwna                        | zielona                                   |